# 具志頭村
具志頭村（ぐしかみそん）は、沖縄県島尻郡に属していた村である。方音で「ぐしちゃん」と発声することもある。
2006年1月1日に東風平町と合併し、八重瀬町となり、具志頭村は消滅した。村役場は字具志頭に置かれ、合併後2015年末までの10年間八重瀬町の庁舎となった（2016年より東風平に新たにつくられた現在の庁舎に移転し、具志頭は出張所に格下げし規模縮小したうえで移転）。

## 地理

### 字一覧
- 安里（あさと）
- 新城（あらぐすく）
- 大頓（おおとん）
- 具志頭（ぐしちゃん　- 町名と読み方が違うので注意）
- 後原（こしはら）
- 仲座（なかざ）
- 長毛（ながもう） - 昭和2年に港川から分立
- 玻名城（はなしろ）
- 港川（みなとがわ） - 明治30年に新設された字である。1968年に約1万8千年前の古代人が発見され、地名から港川人と命名された。
- 与座（よざ）

### 隣接する自治体
- 糸満市（戦前は真壁村・摩文仁村、戦後 - 1961年は三和村）
- 東風平町（1979年9月まで東風平村、現在の八重瀬町）
- 大里村（現在の南城市）
- 玉城村（現在の南城市）

## 歴史
- 1908年4月1日　島嶼町村制施行で具志頭間切から具志頭村となる。
- 1954年 村名の読みを「ぐしちゃん」から「ぐしかみ」に変更。
- 1985年11月1日 村花・村木・村花木が制定される。
- 1990年12月1日 村魚が制定される。
- 2006年1月1日　東風平町と合併、八重瀬町となり、具志頭村廃止。

## 現在の八重瀬町具志頭地域
合併後、2016年に東風平の現在の庁舎に移転するまでの10年間町役場が旧具志頭村役場になった理由は、旧東風平町役場の敷地面積が広く、サービスに支障をきたさないからと説明している。しかし旧東風平町の住民からは、人口も多く、那覇市に近い東風平に庁舎が無いのは不便という反対意見もあった。

### 農業
- サトウキビ
- ゴーヤー

### 教育
- 沖縄県立向陽高等学校
- 八重瀬町立具志頭中学校
- 八重瀬町立具志頭小学校
- 八重瀬町立新城小学校

### 交通
路線バス
琉球バス交通が旧村内を運行している。
- 50番・百名（東風平）線
- 54番・前川線（東風平経由のみ）
- 81番・西崎向陽高校線
- 82番・玉泉洞糸満線
- 83番・玉泉洞線

### 道路
- 国道331号
- 国道507号
- 沖縄県道15号線
- 沖縄県道17号線
- 沖縄県道52号線
- 沖縄県道131号線
- 沖縄県道250号糸満具志頭線

### 名所旧跡
- 沖縄戦跡国定公園

## 備考
合併前の村役場で、2015年までの八重瀬町役場は2001年まで具志頭中学校の校舎で、旧々庁舎と中学校の狭隘・老朽化で中学校を北側に新築移転したうえで、旧中学校舎を改装して移転した（旧々村役場跡は旧庁舎へ移転後、具志頭歴史民俗資料館となった）。2016年に東風平庁舎と事実上統合する形で東風平に移転し、具志頭の旧庁舎は解体したうえで2017年に「南の駅やえせ」を開設。移転後具志頭の役場機能は出張所に格下げし、規模縮小したうえで一時は移転するも「南の駅やえせ」開設と同時にかつての町役場の敷地内に戻った。
ちなみに合併前の東風平町役場で2016年の移転統合する前の東風平庁舎は旧々庁舎の老朽化でもともと病院だったのを改装して移転したものだが、現在の東風平の町本庁舎へ移転後解体せずに老人ホームにそのまま転用されている。